# 李萬春
李萬春（1911年—1985年9月14日），滿族，中国京劇表演艺术家，工生行，馬連良大弟子，曾師從載濤學猴戲。
他創辦鳴春社科班，培養許多京劇演員。其弟李桐春、李環春即為鳴春社訓練出來的演員，兩人於1949年赴臺演出即定居臺灣，在臺有不少弟子。

## 生平
1957年反右運動中，李萬春與奚嘯伯、葉盛蘭、葉盛長等被劃為右派。
曾在西藏、內蒙古的京劇團工作，1979年起在北京京劇院工作。